# Harpo Marx
Harpo Marx (Ciudad de Nueva York, 23 de noviembre de 1888-Los Ángeles, 28 de septiembre de 1964) fue un músico, mimo y actor de cine estadounidense, uno de los cinco hermanos Marx. Su verdadero nombre era Adolph Marx, aunque posteriormente se lo cambiaría a Arthur. Se hizo famoso gracias al papel de mudo con una característica peluca naranja, una gabardina con los bolsillos siempre llenos y una bocina.

## Biografía

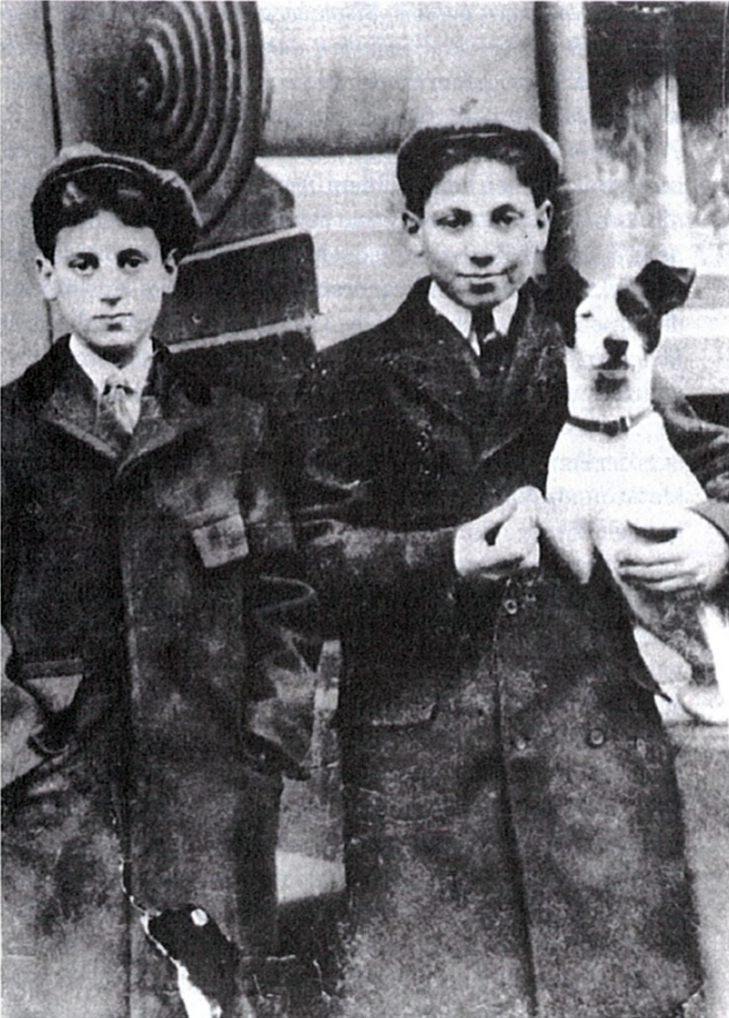
Groucho y Harpo —derecha— en 1902. Por aquel entonces ya se percibía el amor de Harpo por los animales.

Su familia provenía de una larga tradición de artistas de variedades judíos alemanes. Dejó la escuela primaria a los ocho años porque lo acosaban. Su madre lo hizo aprender a tocar el arpa y el piano; sobresalió en especial en el manejo del primer instrumento, para el que tuvo que inventar una técnica propia, ya que no había dinero para contratar a ningún profesor, si bien su madre y su abuela materna habían sido arpistas. Cuando su éxito le hizo poder pagarlos, se defraudó, porque parecían más interesados en aprender su método que en enseñarles el oficial. Según su hermano Groucho, recibió su nombre artístico, al igual que sus hermanos, durante una partida de póker en la que Art Fisher «rebautizó» a Groucho, Chico —originalmente Chicko—, Gummo y el propio Harpo, cuyo apodo le vino dado por la afición a tocar el arpa. Ningún investigador ha sido capaz de encontrar rastro alguno del tal Fisher. Otra teoría es que cogieron los nombres de una conocida tira cómica llamada Sherlocko el Monje, pero esta historia se dejó de publicar en 1913, y la primera aparición de los nombres se produjo en 1919. Posteriormente ellos mismos bautizaron a su hermano Herbert como Zeppo —en un principio Zippo—. Declarada la I Guerra Mundial, la madre evitó que sus hijos fueran alistados comprando una granja avícola, ya que los granjeros estaban exentos. 
Desarrolló un estilo cómico visual, que tomaba elementos de la tradición del payaso o clown pero también de la pantomima. Llevaba una peluca rizada de color rubio rojizo y nunca hablaba durante las actuaciones (tocaba una bocina o silbaba para comunicarse). Vestía una gabardina con unos bolsillos sin fondo, llenos de pintorescos artefactos. Con frecuencia hacía un número de mímica en que transmitía un mensaje verbal por medio de charadas mímicas que eran interpretadas por su hermano Chico.
Harpo y Chico se parecían tanto físicamente, que se alternaron tocando el piano en un burdel y la madame creyó que eran el mismo joven. Tras innumerables trabajos y actuar como músico aficionado, ingresó al vodevil con sus hermanos. Fueron refinando sus números pasando de la música al humor. Allí Harpo adoptó el papel de cómico mudo tras el fracaso de su voz chillona. Una vez famoso, la gente creía que él era realmente así por lo que cuando se quitaba la peluca y siendo muy hablador, cambiaba totalmente y era el hermano que mejor pasaba desapercibido en la vida real. Groucho solía imitar a alemanes y Chico a italianos. Con la Primera Guerra Mundial se extendió un sentimiento antialemán en EE. UU.. Groucho abandonó esos personajes, Harpo cambió su nombre de pila de Adolph a Arthur y los hermanos ocultaron sus orígenes alemanes.
A pesar de no finalizar el segundo grado, durante su vida Harpo se codeó con lo más granado de la cultura americana de la época, siendo muchos de ellos grandes amigos suyos. De esta manera formó parte de la Mesa Redonda del hotel Algonquin, donde se reunían los más brillantes autores, editores, críticos, artistas, compositores, etc. del mundo neoyorkino. De entre sus amistades en este grupo cabe destacar a Alexander Woolcott, crítico de Broadway muy famoso en su época, al que le unió una relación muy especial a lo largo de los años, hasta tal punto que le puso Alexander a uno de sus hijos.
Conoció a la actriz Susan Fleming en una cena en honor a Harry Cohn, presidente de Columbia Pictures, donde se sentaron juntos. Años más tarde, Fleming no recordó de qué hablaron en esa ocasión, pero sí que hizo reír a Marx durante toda la noche y que a partir de ese momento se volvieron «inseparables». Se casaron y adoptaron cuatro hijos: Bill, Jimmy, Alex y Minnie. Su casa en Palm Springs era muy pintoresca, porque Harpo, gran amante de los animales, adoptaba además a todos los que veía por la calle u observaba en la Protectora y llenaba la casa.
Publicó sus memorias en el libro ¡Harpo Habla! (1961). Allí cuenta toda su vida y bastante de la de sus hermanos. Por ejemplo, cómo trabajó como espía de los Estados Unidos en un viaje de buena voluntad a la URSS que hizo en 1933, donde obtuvo un gran éxito como cómico (aunque los rusos no entendían el concepto de contrabando en sus bolsillos como algo cómico). Su matrimonio con la actriz Susan Fleming fue muy feliz. Sus distracciones fueron fundamentalmente el golf y el croquet; de este último fue un fanático y consagrado jugador, que incluso pasó al salón de la fama del juego. También grabó tres discos de arpa.
Tras sufrir varios infartos, Harpo Marx falleció el 28 de septiembre de 1964 (su 28.º aniversario de bodas), a los 75 años, en un hospital del oeste de Los Ángeles, un día después de someterse a una cirugía cardíaca, debido a las complicaciones subsiguientes. Algunas fuentes dicen que la muerte de Harpo afectó mucho a Groucho y a los otros dos hermanos que aún quedaban vivos (Gummo y Zeppo). El hijo de Groucho, el escritor Arthur Marx, quien asistió al funeral junto a la mayor parte de la familia Marx, dijo más tarde que el funeral de Harpo fue la única vez en su vida que vio llorar a su padre. En su testamento, Harpo Marx donó su arpa de marca registrada al Estado de Israel. Sus restos fueron incinerados en Hollywood Memorial Park y sus cenizas fueron esparcidas en un campo de golf en Rancho Mirage, en California.
La figura de Marx influyó en comediantes como Harold Ramis, quien abandonó los estudios universitarios para poder escribir obras paródicas, al sentirse identificado con «el encanto extravagante del extrañamente sexy Harpo, que le quitaba las faldas a las mujeres y siempre se salía con la suya».

## Películas

### Películas de los cuatro Hermanos Marx
- Humor Risk (1921) (perdida, solo se conservan unos pocos fragmentos)
- Los cuatro cocos (1929)
- El conflicto de los Marx (1930)
- Pistoleros de agua dulce (1931)
- Plumas de caballo (1932)
- Sopa de ganso (1933)

### Películas de los tres Hermanos Marx (sinZeppo)
- Una noche en la ópera (1935)
- Un día en las carreras (1937)
- El hotel de los líos (1938)
- Una tarde en el circo (1939)
- Los Hermanos Marx en el Oeste (1940)
- Tienda de locos (1941)
- Una noche en Casablanca (1946)
- Amor en conserva (1949)
- La historia de la humanidad (1957) (aparecen por separado, no se considera una película de los Hermanos Marx)

### Películas en solitario
- Too Many Kisses (1925)
- Stage Door Canteen (1943) (cameo)

### Películas en las que lo interpretan
- La señora Parker y el círculo vicioso (1994)